# Coelioxys hirsutissima
Coelioxys hirsutissima là một loài Hymenoptera trong họ Megachilidae. Loài này được Cockerell mô tả khoa học năm 1912.